# Stenhelia polluta
Stenhelia polluta är en kräftdjursart som beskrevs av Albert Monard 1928. Stenhelia polluta ingår i släktet Stenhelia och familjen Diosaccidae. Inga underarter finns listade i Catalogue of Life.